# Arrondissement Montluçon
Montluçon is een arrondissement van het Franse departement Allier in de regio Auvergne-Rhône-Alpes. De onderprefectuur is Montluçon.

## Kantons
Het arrondissement telt 117.852 inwoners (1999) en was tot 2014 samengesteld uit de volgende kantons:
- Kanton Cérilly
- Kanton Commentry
- Kanton Domérat-Montluçon-Nord-Ouest
- Kanton Ébreuil
- Kanton Hérisson
- Kanton Huriel
- Kanton Marcillat-en-Combraille
- Kanton Montluçon-Est
- Kanton Montluçon-Nord-Est
- Kanton Montluçon-Ouest
- Kanton Montluçon-Sud
- Kanton Montmarault

Na de herindeling van de kantons bij decreet van 27 februari 2014, met uitwerking op 22 maart 2015, zijn dat :
- Kanton Bourbon-l'Archambault (deel: 12/29)
- Kanton Commentry
- Kanton Gannat  (deel: 14/41)
- Kanton Huriel
- Kanton Montluçon-1
- Kanton Montluçon-2
- Kanton Montluçon-3
- Kanton Montluçon-4